# High-Definition Multimedia Interface
High-Definition Multimedia Interface («Interfaz Multimedia de Alta Definición») es una norma de video cifrado sin compresión, y audio. Apoyada por la industria para que sea el sustituto de las anteriores normas de video análogo como son el conector RCA y el euroconector. HDMI provee una interfaz entre cualquier fuente de audio y vídeo digital como podría ser un sintonizador TDT, un reproductor de Blu-ray, un tablet PC, un ordenador (Microsoft Windows, GNU/Linux, macOS, etc.), un ordenador portátil, un receptor A/V y un monitor de audio/vídeo digital compatible, tal como un televisor digital (DTV). 
HDMI permite el uso de vídeo digital de alta definición, así como audio digital multicanal en un único cable. Es independiente de los varios estándares DTV como ATSC, DVB (-T,-S,-C), que no son más que encapsulaciones de datos del formato MPEG. Tras ser enviados a un decodificador, se obtienen los datos de vídeo sin comprimir, pudiendo ser de alta definición. Estos datos se codifican en formato TMDS para ser transmitidos digitalmente por medio de HDMI. HDMI incluye también ocho canales de audio digital sin compresión. A partir de la versión 1.2, HDMI puede utilizar hasta ocho canales de audio.
Entre los creadores de HDMI se incluyen los fabricantes más importantes de electrónica de consumo: Hitachi, Matsushita Electric Industrial (Panasonic), Philips, Sony, Thomson (RCA), Toshiba y Silicon Image. Digital Content Protection, LLC (una subsidiaria de Intel) provee la protección anticopia de contenido digital de gran ancho de banda (High-bandwidth Digital Content Protection (HDCP)) para HDMI. HDMI tiene también el apoyo de las grandes productoras de cine: Fox, Universal, Warner Bros. y Disney; operadoras de sistemas: DirecTV, Dish Network y SKY.

## Conectores HDMI
Existen cinco tipos de conectores HDMI.

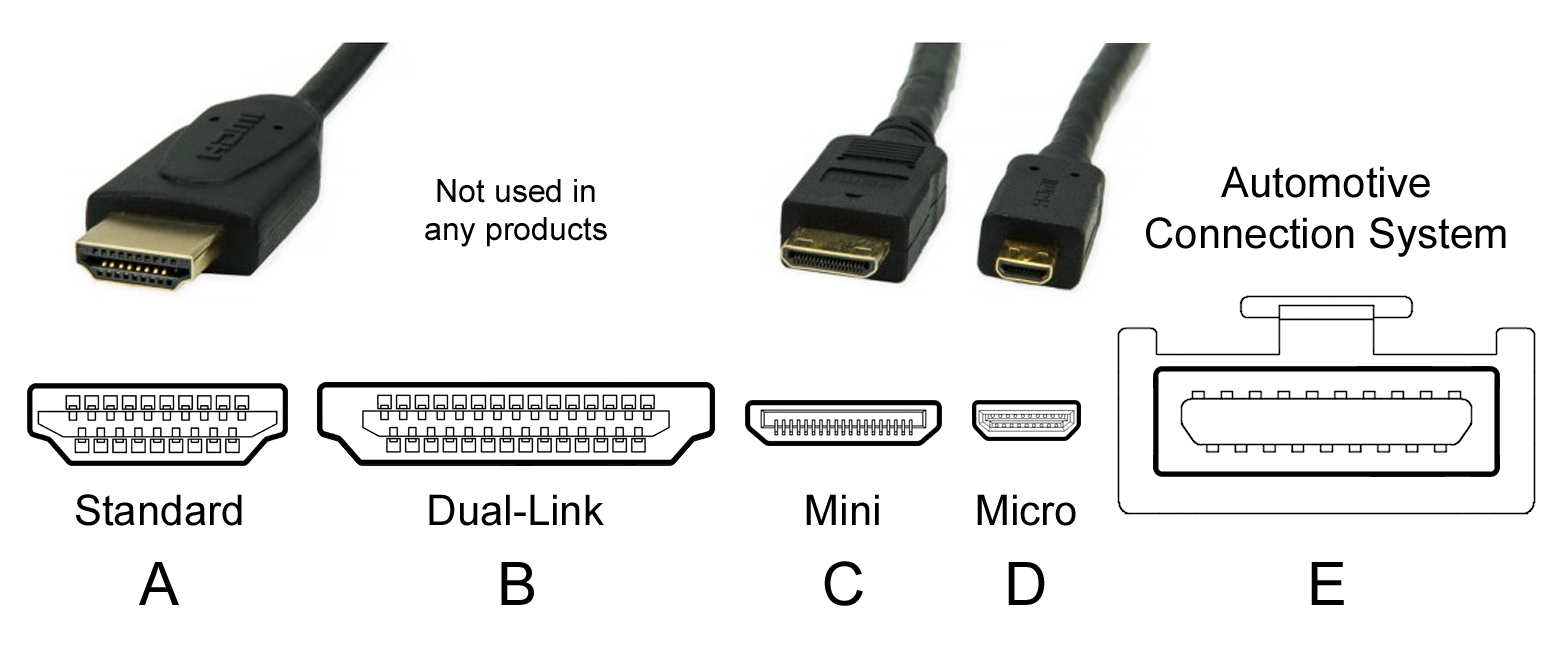
Tipos de conectores HDMI

### Tipo A (Estándar)
Tiene 19 pines y ancho de banda suficiente para pantallas 4K. El conector macho mide 13,9 mm × 4.45 mm, mientras que el conector hembra mide 14 mm × 4.55 mm.
Es compatible con las interfaces DVI de enlace simple mediante un adaptador, pero el audio y las características de control remoto HDMI no estarán disponibles. Además, sin el uso de HDCP, la calidad de vídeo y la resolución podrían verse degradadas por la fuente de la señal para evitar que el usuario vea o copie contenido protegido.

### Tipo B (Enlace doble)
Tiene 29 pines y fue diseñado para conectar pantallas de muy alta resolución como WQUXGA (3840×2400), aunque nunca ha sido de uso generalizado. El conector macho mide 21.2 mm × 4.45 mm y es compatible con las interfaces DVI de enlace doble mediante un adaptador.

### Tipo C (Mini)
Este conector de 19 pines está diseñado para dispositivos portátiles. Tiene las mismas características que el tipo A, a excepción de sus dimensiones. El conector macho mide 10.42 mm × 2.42 mm.

### Tipo D (Micro)
Al igual que el conector tipo C, tiene 19 pines y las mismas características que el conector tipo A pero menores dimensiones. El conector macho mide 5.83 mm × 2.20 mm.

### Tipo E
Este conector cuenta con una pestaña que bloquea el cable para evitar que se desconecte. Además, la cobertura ayuda a evitar que la humedad y la suciedad interfieran con el correcto funcionamiento del cable.

## Protocolos de canales

### CanalTMDS
- Lleva audio, vídeo y datos auxiliares.
- Método de señalización: de acuerdo a las especificaciones DVI 1.0, enlace simple (HDMI tipo A) o enlace doble (HDMI tipo B).
- Frecuencia de píxeles de vídeo: de 25 MHz a 165 MHz (tipo A) o a 330 MHz (tipo B). Formatos de vídeo por debajo de 25MHz (ej.: 13,5MHz para el 480i/NTSC) son transmitidos usando un esquema de repetición de píxeles. Se pueden transmitir hasta 24 bits por píxel, independientemente de la frecuencia.
- Codificación de los píxeles: RGB 4:4:4, YCbCr 4:2:2, YCbCr 4:4:4.
- Frecuencias de muestreo del audio: 32 kHz; 44,1 kHz; 48 kHz; 88,2 kHz; 96kHz; 176,4 kHz; 192 kHz.
- Canales de audio: hasta 8.

### CanalCEC(Consumer Electronics Control) (opcional)
- Usa el protocolo estándar AV Link
- Usado para funciones de control remoto.
- Bus serie De doble sentido en cable único.
- Definido en la especificación HDMI 1.0.

Nombres alternativo para CEC son Anynet (Samsung); Aquos Link (Sharp); BRAVIA Sync o BRAVIA Link (Sony); Kuro Link (Pioneer); CE-Link y Regza Link (Toshiba); RIHD (Remote Interactive over HDMI) (Onkyo); Simplink (LG); HDAVI Control, EZ-Sync, VIERA Link (Panasonic); EasyLink (Philips); y NetCommand for HDMI (Mitsubishi).

### HDCP(protección anticopia)
La conexión HDMI está diseñada para que no se puedan realizar copias (permitidas o no) del contenido de audio y vídeo transmitido, de acuerdo con las especificaciones HDCP 1.0. Para ello, todo fabricante de equipos con HDMI debe solicitar al consorcio un código de autorización, el cual, en caso de fabricar equipos que permitieran la copia, le sería retirado e incluido en una "lista negra" para que en adelante los equipos HDMI de otros fabricantes no les transmitan contenido de audio-vídeo.

## Generaciones del HDMI

### HDMI 1.0
Presentado en diciembre de 2002. Su interfaz física es un cable único de conexión digital audio/vídeo con tasa de transferencia máxima de 4,9 Gbit/s. Soporte hasta 165 Mpíxeles/s en modo vídeo (1080p 60Hz o UXGA) y 8-canales/192 kHz/24-bit audio.

### HDMI 1.1
Mismas características que en la versión 1.0 pero con soporte DVD Audio. 

### HDMI 1.2
Presentado en agosto de 2005. Añadido soporte para One Bit Audio, usado en Super Audio CD, hasta 8 canales. Permite seleccionar resoluciones personalizadas sin estar predefinidas por el consorcio HDMI.

### HDMI 1.3
Presentado el 22 de junio de 2006. En esta versión fue incrementado el ancho de banda a 340 MHz, equivalentes a una tasa de datos de 10,2 Gbit/s. Fue 
añadido soporte para Dolby TrueHD y DTS-HD, que son formatos de audio de bajas pérdidas usados en HD-DVD y Blu-ray Disc. Disponibilidad de un nuevo formato de miniconector para videocámaras.
Las versiones superiores de la norma HDMI son completamente compatibles con las anteriores, aunque de momento no se puede actualizar a versiones superiores de la norma HDMI, pues las actualizaciones actuales requieren tanto modificaciones hardware como de firmware. Algunos dispositivos requieren HDMI 1.3 para funcionar perfectamente, tales como la Playstation 3 (la primera en acogerse al HDMI 1.3), la Xbox 360 o algunos reproductores multimedia.

### HDMI 1.4
Presentado el 28 de mayo de 2009. Su interfaz física es un cable por el que es posible enviar vídeo y audio de alta definición, además de datos y vídeo en 3D. A partir de esta norma, se pasa de la resolución denominada FullHD a XHD (eXtended High Definition) ya que esta soporta vídeo de hasta 4096 × 2160 píxeles a 24 imágenes por segundo o de 3840 × 2160 a 30 imágenes por segundo. Existen también mejoras en el soporte extendido de colores, con imágenes en colores más reales sobre todo, al conectar cámaras de vídeo. Soporta también vídeo de alta definición en movimiento y permite mantener la calidad de la imagen a pesar de las vibraciones en el monitor o el ruido eléctrico, lo cual haría posible implementarla en automóviles y transportes públicos.
En cuanto a la salida de audio, HDMI 1.4 ofrece un canal de retorno de audio que hará necesarios menos cables para tener un sistema de sonido envolvente conectado al televisor. 
Otra importante novedad de esta revisión de la norma es que permite la posibilidad de enviar y recibir datos a través de una conexión Ethernet incorporada en el propio cable con velocidades de hasta 100 Mbit/s, dado que actualmente existe una tendencia entre los fabricantes de televisores y equipos reproductores de sonido a incorporar la conectividad a Internet como algo lógico y así son añadidos puertos Ethernet o incluso para WiFi.
Otro dato acotable es que la consola Nintendo Wii U sería la primera en acoger este estándar HDMI.

### HDMI 2.0
Presentada el 4 de septiembre de 2013, esta versión ofrece un incremento de ancho de banda de hasta 18 Gbit/s que soportan características claves, acorde con los nuevos requerimientos del mercado, para mejorar la experiencia de los usuarios de audio y vídeo.
Estas nuevas características incluyen:
- 4K a 50/60 (2160p) de vídeo.
- Hasta 32 canales de audio, para una experiencia de inmersión multidimensional.
- Muestreo de audio hasta 1536kHz (por ejemplo, 7.1 canales con muestreo de 192kHz), para una máxima fidelidad de sonido.
- Entrega simultánea de 2 streamings de vídeo, para múltiples usuarios en la misma pantalla.
- Streaming de audio para hasta 4 usuarios.
- Soporte de relación de aspecto 21:9.
- Sincronización dinámica de vídeo y audio en streaming.
- Extensiones de comandos CEC para controlar múltiples dispositivos desde un punto único.

### HDMI 2.1
El 4 de enero de 2017, durante el CES en Las Vegas, el HDMI Forum anunció el HDMI 2.1, aunque no fue lanzado hasta el 28 de noviembre de 2017. .
Entre sus especificaciones incluye: 
- Mayor ancho de banda que llega hasta los 48 Gb/s para dar soporte a resoluciones 10K.
- Soporta HDR dinámico, ajusta el color y la iluminación del HDR frame a frame.
- Un nuevo cable HDMI 2.1 podrá transportar información en dispositivos con puertos HDMI 2.0 o 1.4
- Soporte a nuevas tasas de 60 Hz para 8K y 120 Hz para 4K.
- Añade soporte para tasa de refresco variable (VRR) y modo automático de baja latencia (ALLM) para videojuegos.

### HDMI 2.2
El 6 de enero de 2025, durante el CES en Las Vegas, el HDMI Forum anunció el HDMI 2.2, aunque no fue lanzado hasta el 25 de junio de 2025. .
Entre sus especificaciones incluye: 
- Mayor ancho de banda que llega hasta los 96 Gb/s para dar soporte a resoluciones 16K.
- Un nuevo cable HDMI 2.2 podrá transportar información en dispositivos con puertos HDMI 2.1 o 2.0
- Soporte hasta 12K a 120 fotogramas por segundo (fps) y 16K a 60 fps.
- Incorporación del Latency Indication Protocol (LIP), un sistema diseñado para mejorar la sincronización entre el audio y el vídeo.

## Longitud del cable
La especificación HDMI no define una longitud máxima del cable. Al igual que con todos los cables, la atenuación de la señal se hace demasiado alta a partir de una determinada longitud. En lugar de ello, HDMI especifica un mínimo nivel de potencia. Diferentes materiales y calidades de construcción permitirán cables de diferentes longitudes. Además, el mayor rendimiento de los requisitos debe cumplirse para soportar los formatos de vídeo de mayor resolución y el marco de las tasas de los formatos del estándar HDTV. La atenuación de la señal y la interferencia causada por los cables pueden ser compensadas mediante la utilización de un ecualizador adaptativo. 
En la norma HDMI 1.3 fueron definidas dos categorías de cable llamado Categoría 1 (estándar de HDTV) y Categoría 2 (de alta velocidad o superior a HDTV) para reducir la confusión acerca de cuáles son los cables que dan soporte a distintos formatos de vídeo. Usando conductores de calibre 28 AWG, un cable de 5 metros se puede fabricar de manera fácil y económica para las especificaciones de la categoría 1. Un cable con conductores de mayor grosor, como 24 AWG, de construcción más estricta en cuanto a tolerancias y otros factores, puede alcanzar longitudes de 12 a 15 metros. Además, los cables activos (fibra óptica o de doble cable Cat-5 en vez del estándar de cobre) se pueden utilizar para ampliar HDMI a 100 metros o más. Algunas compañías también ofrecen amplificadores, ecualizadores y repetidores que pueden encadenar varios estándares de cable HDMI no activos.

## HDMI de alta definición y los reproductores ópticos multimedia
Ambos se introdujeron en el 2006, Blu-ray Disc y HD DVD ofrecen nuevas características de alta fidelidad de audio que HDMI necesita para obtener los mejores resultados. Dolby Digital Plus (DD +), Dolby TrueHD y DTS-HD Master Audio usan tasas de bit superiores que sobrepasan la capacidad de TOSLINK. HDMI 1.3 puede transportar los flujos de bit DD +, TrueHD y DTS-HD en formato comprimido. Esta capacidad permitiría un preprocesado o una recepción de audio/vídeo con el necesario descodificador para descifrar los datos, pero teniendo limitada la utilidad para HD DVD y Blu-ray. 
HD DVD y Blu-ray permiten el "audio interactivo", donde el contenido del disco le dice al reproductor la combinación de múltiples fuentes de audio juntas, antes de la salida. En consecuencia, la mayoría de los reproductores se encargarán de la descodificación de audio interno, y simplemente de la salida de audio LPCM. El Multicanal LPCM puede ser transportado a través de una conexión HDMI 1.1 (o superior). Mientras el receptor de audio/vídeo (o preprocesador) soporta múltiples canales de audio LPCM sobre HDMI, y soporta HDCP, la reproducción de audio es igual en la resolución HDMI 1.3. Sin embargo, muchos de los más baratos receptores AV no dan soporte de audio HDMI y con frecuencia son etiquetados como dispositivos "HDMI passthrough".
También se puede utilizar en consolas como la PlayStation 3, 4 y 5, Xbox 360, y Xbox One
Se debe tener en cuenta que no todas las características de una versión HDMI pueden aplicarse en productos adheridos a esa versión, ya que ciertas características de HDMI, como Deep Color y soporte xvYCC, son opcionales. 
| Revisión HDMI                                                         | 1.0              | 1.1              | 1.2/1.2a         | 1.3/1.3a         | 1.4/1.4a/1.4b    | 2.0/2.0a/2.0b    | 2.1                              |
| --------------------------------------------------------------------- | ---------------- | ---------------- | ---------------- | ---------------- | ---------------- | ---------------- | -------------------------------- |
| Máximo ancho de banda de señal (MHz)                                  | 165              | 165              | 165              | 340              | 340              | 340              | 340                              |
| Máximo ancho de banda TMDS total (Gbit/s)                             | 4.95             | 4.95             | 4.95             | 10.2             | 10.2             | 18               | 48                               |
| Máximo ancho de banda de vídeo (Gbit/s)                               | 3.96             | 3.96             | 3.96             | 8.16             | 8.16             | N/A              | N/A                              |
| Máximo ancho de banda de audio (Mbit/s)                               | 36.86            | 36.86            | 36.86            | 36.86            | 36.86            | N/A              | N/A                              |
| Resoluciones posibles sobre una señal simple HDMI a 24 bits por píxel | 1920x1080p @60hz | 1920x1080p @60hz | 1920x1080p @60hz | 2560x1440p @75hz | 4096x2160p @24hz | 4096x2160p @60hz | 4096x2160p@120Hz 7680x4320p@60Hz |
| Máxima profundidad de color (bits por píxel)                          | 24               | 24               | 24               | 48*              | 48*              | N/A              | N/A                              |
| sRGB                                                                  | Sí               | Sí               | Sí               | Sí               | Sí               | Sí               | Sí                               |
| YCbCr                                                                 | Sí               | Sí               | Sí               | Sí               | Sí               | Sí               | Sí                               |
| xvColor                                                               | No               | No               | No               | Sí               | Sí               | Sí               | Sí                               |
| Deep Color                                                            | No               | No               | No               | Sí               | Sí               | Sí               | Sí                               |
| Consumer Electronic Control (CEC)**                                   | Sí               | Sí               | Sí               | Sí               | Sí               | Sí               | Sí                               |
| Lista de modificaciones de los comandos CEC***                        | No               | No               | No               | Sí (Solo 1.3a)   | Sí               | Sí               | Sí                               |
| Autosincronización labial                                             | No               | No               | No               | Sí               | Sí               | Sí               | Sí                               |
| 8 canales/192 kHz/capacidad de 24-bit de audio                        | Sí               | Sí               | Sí               | Sí               | Sí               | Sí               | Sí                               |
| Compatibilidad con ARC (Canal de Retorno de Audio)                    | No               | No               | No               | No               | Sí               | Sí               | Sí                               |
| Compatibilidad con EARC (Canal de Retorno de Audio Mejorado)          | No               | No               | No               | No               | No               | No               | Sí                               |
| Soporte para DVD-A                                                    | No               | Sí               | Sí               | Sí               | Sí               | Sí               | Sí                               |
| Soporte para SACD (DSD)****                                           | No               | No               | Sí               | Sí               | Sí               | Sí               | Sí                               |
| Flujo de bits de TrueHD                                               | No               | No               | No               | Sí               | Sí               | Sí               | Sí                               |
| Flujo de bits de Master Audio DTS-HD                                  | No               | No               | No               | Sí               | Sí               | Sí               | Sí                               |
| Resolución total de Blu-ray/HD DVD de vídeo y de audio*****           | Sí               | Sí               | Sí               | Sí               | Sí               | Sí               | Sí                               |

* = 36 bits de profundidad es obligatorio para los dispositivos Deep Color compatibles con CE con 48 bits es optativo.
** = CEC ha estado en la especificación HDMI desde la versión 1,0, pero solo ha empezado a ser utilizado en los productos "CE" con HDMI versión 1,3.
*** = Gran número de adiciones y aclaraciones de los comandos de CEC. Un comando CEC añadido es el que permite el control de volumen de un receptor AV.
**** = Reproducción de SACD puede ser posible para viejas revisiones si la señal de fuente (como la Oppo 970) se convierte a LPCM. Para aquellos receptores que solo tienen convertidores PCM DAC y no DSD, esto significa que no se produce pérdida de resolución adicional.
***** = Incluso en el caso de los formatos de audio de flujo de bits que vienen con una determinada revisión HDMI no pueden transportarse, esto puede ser posible descifrando el flujo de bit en el reproductor y transmitiendo el audio como LPCM.

## Críticas
La principal crítica al conector HDMI es que incorpora el protocolo HDCP, y por tanto los equipos que lo utilizan impiden al usuario realizar copia del contenido de audio-vídeo transmitido, mediante el cifrado de dichos datos.
Otra de las críticas de HDMI es que los conectores no son tan sólidos como los conectores previos de pantalla. Actualmente la mayoría de los dispositivos con capacidad HDMI están utilizando conectores de montaje en superficie y no a través de agujeros o reforzando conectores, lo que los hace más susceptibles a los daños de las fuerzas exteriores. Tropezar con un cable conectado a un puerto HDMI puede fácilmente causar daño a ese puerto. 
Además, HDMI es criticado, especialmente por los sistemas de instaladores, por su falta de cualquier mecanismo de bloqueo o garantía incorporada en sus conectores (como los incorporados a DVI y conectores BNC). Como estos, los conectores HDMI son fácilmente desconectados inadvertidamente y, lo que es peor, el enchufe y el conector son más propensos a los daños físicos o eléctricos. Con la participación de terceros en HDMI se puede disponer de los mecanismos de bloqueo, pero estos son escasos y caros.

### Problemas de subtítulos ocultos
Aunque a una pantalla HDMI se le permite definir un «modo nativo» para el vídeo, que podría ampliar la línea activa hasta abarcar la línea 21, la mayoría de los decodificadores MPEG no pueden trabajar con formatos de vídeo digital que incluyen líneas adicionales y envían solo el blanqueado vertical. Incluso si fuera posible, los caracteres de los subtítulos ocultos tendrían que ser codificados de alguna manera a los valores de píxeles de la línea 21. En este caso, sería necesario tener un receptor lógico en la pantalla para descifrar los códigos de construcción y las leyendas.
Es posible, aunque no esté estandarizado, que una cierta parte del contenido en formato de texto se pueda transmitir de la fuente al destino, utilizando comandos CEC o paquetes InfoFrame. Sin embargo, dado que no existe un formato normalizado para este tipo de datos, es probable que esto solo funcione entre fuentes y destinos de un mismo fabricante. Esa excepción es contraria a la misión de normalización de HDMI, que se centra en parte en la interoperabilidad. 
Por supuesto, es posible que en una futura ampliación de la especificación HDMI se puedan transportar los subtítulos ocultos.